# Mijn van straat geredde roos
"Mijn van straat geredde roos" is een nummer van de Nederlandse band De Dijk. Het nummer verscheen als de tweede track op hun studioalbum Brussel uit 2008.

## Achtergrond
De tekst van "Mijn van straat geredde roos" is geschreven door zanger Huub van der Lubbe, terwijl de muziek is geschreven door gitarist Nico Arzbach. Tijdens een concert in maart 2009 vertelde Van der Lubbe over de totstandkoming van het nummer: Golden Earring-zanger Barry Hay kwam op een feest plotseling naar hem toe met een roos en zei: "Hier Huub, speciaal voor jou van straat gered". Hij noteerde deze gebeurtenis en schreef er een nummer omheen, aangezien er volgens hem in de kleinste dingen nog een goed verhaal zit. In een interview vertelde hij over de abstractie die in het nummer verwerkt zit: "Dat nummer vertelt eigenlijk het hele verhaal. Het eeuwenoude thema van de liefde en de illusie waaraan je je vastklampt. Want natuurlijk hou ik van illusies. Daarom zit ik ook in de muziek. Illusies vind ik veel prettiger dan de harde werkelijkheid."
"Mijn van straat geredde roos" werd niet als single uitgebracht, maar verkreeg toch populariteit in Nederland doordat het veel op de radio werd gedraaid. Hierdoor kwam het in 2009 de Radio 2 Top 2000 binnen en bereikte het een jaar later de hoogste positie op plaats 302.

## NPO Radio 2 Top 2000
| Nummer met noteringen in de NPO Radio 2 Top 2000 | '09 | '10 | '11 | '12 | '13 | '14 | '15  | '16  | '17  | '18  | '19  | '20  | '21  | '22  | '23  |
| ------------------------------------------------ | --- | --- | --- | --- | --- | --- | ---- | ---- | ---- | ---- | ---- | ---- | ---- | ---- | ---- |
| Mijn van straat geredde roos                     | 400 | 302 | 351 | 808 | 715 | 813 | 1038 | 1287 | 1453 | 1774 | 1637 | 1906 | 1919 | 1496 | 1787 |

1. ↑  Een vetgedrukt getal geeft de hoogste notering aan.
2. ↑  2009 was het eerste jaar met een notering voor dit nummer.
3. ↑  Deze tabel is bijgewerkt tot en met de laatste editie (2024).